# Logonna-Daoulas
Logonna-Daoulas är en kommun i departementet Finistère i regionen Bretagne i västra Frankrike. Kommunen ligger i kantonen Daoulas som tillhör arrondissementet Brest. År 2022 hade Logonna-Daoulas 2 127 invånare.

## Befolkningsutveckling
Antalet invånare i kommunen Logonna-Daoulas
Referens:INSEE